# 田頭 (彰化縣)
田頭，是臺灣彰化縣竹塘鄉的一個傳統地域名稱，位於該鄉東南部。相較於今日行政區，其範圍大致為田頭村不含東南部。

## 歷史
台灣清治末期至日治初期，斗六甲地區為一街庄，稱為「斗六甲庄」，隸屬於深耕堡。該庄北與樹仔腳庄為鄰，東北與路口厝庄為鄰，東與水尾庄為鄰，南邊隔濁水溪與埔心庄為界，西邊為番仔藔庄。。
1901年（日治明治三十四年）11月，全台廢縣廳改設二十廳，該庄隸屬於彰化廳。1903年（明治三十六年）6月，該庄編入「內蘆竹塘區」，隸屬於彰化廳。1909年（明治四十二年）10月，合併二十廳為十二廳，內蘆竹塘區改隸屬於臺中廳。1920年（大正九年），廢廳、支廳、區、街庄（舊制）改設州、郡、街庄（新制）、大字，該庄改制為「斗六甲」大字，隸屬於臺中州北斗郡竹塘庄。
戰後竹塘庄改制為竹塘鄉，隸屬於臺中縣，大字亦改制為村。1950年10月，中、彰、投分治，竹塘鄉改隸屬彰化縣。

## 聚落
本地區發展較早的聚落為田頭仔、崁頭厝，在日治期初期的官方地圖上已有記載。

## 交通
縣道145號（彰水路一段）是埤頭至六腳鄉港尾寮的道路，大致以北微西—南微東走向轉北北西—南南東走向經過本地區東北部邊界外不遠處。由該道路向北微西可前往埤頭並止於縣道150號路口，向南南東轉南南西可前往西螺、虎尾、土庫、元長等地。
鄉道彰176線（光明路、竹田路）是土庫子至田頭的道路，大致以西向東由本地區西部邊界北側入境後，經鄉道彰179線路口、鄉道彰179-1線路口後轉東北東，至本地區北部邊界東側後轉東南東沿邊界而行以至出境。由該道路向西轉西北西可前往番子寮與樹子腳交界地帶、番子寮與竹塘交界地帶、竹塘南部、竹塘與鹿寮交界地帶並止於土庫子聚落東北郊的省道台19線路口，向東南東可前往路口厝地區西南部近邊界地帶並止於縣道145號路口。
鄉道彰179線是竹圍子至下崁頭厝的道路，其南側端點位於本地區中部偏西南的田頭堤防道路路口。由此向西北至路口轉東北東，繞大彎轉北至丁字路口轉西，至路口轉北直行，經鄉道彰176線路口後出境，可前往樹子腳、樹子腳與路口厝交界地帶並止於縣道152號路口。
鄉道彰179-1線是樹子腳至溪邊的道路，其南側端點位於本地區中部偏東的田頭堤防道路路口。由此向北直行，經田頭國小、鄉道彰176線路口後不遠處出境，可前往樹子腳並止於鄉道彰179線路口。

## 學校
- 田頭國小

## 景點
- 九龍大榕公（榕樹公）